# Hans Lamers
Hans Lamers (* 16. Oktober 1926 in Schiefbahn; † 20. November 2014 ebenda) war ein deutscher Jurist und Kommunalpolitiker. Von 1961 bis 1969 war er der letzte Bürgermeister der Gemeinde Schiefbahn und von 1970 bis 1979 erster Bürgermeister der neugegründeten Stadt Willich. Von 1979 bis 1991 war er Stadtdirektor in Willich.

## Leben
Hans Lamers legte 1946 sein Abitur ab und studierte danach Rechtswissenschaften an der Universität zu Köln. Nach Abschluss des Studiums war er von 1951 bis 1954 als Referendar in Krefeld tätig, bevor er 1954 in die Kammer zur Wiedergutmachung des NS-Unrechts berufen wurde. Dort blieb er bis 1956. 1955 promovierte er an der Universität zu Köln zum Thema Das Verhältnis des § 25 HGB zu § 419 BGB zum Doktor der Rechte.  Von 1957 bis 1964 war er als Haftrichter am Amtsgericht Krefeld tätig. Anschließend war er Mitglied eines Zivilsenats beim Oberlandesgericht Düsseldorf.
Hans Lamers trat 1961 der CDU bei. Nach der Schiefbahner Gemeinderatswahl am 29. März 1961 wurde Lamers am 24. April 1961 vom Gemeinderat zum Nachfolger von Bürgermeister Karl Schäfer (FDP) gewählt. Nach der Gemeinderatswahl am 8. Oktober 1964 wurde er in diesem Amt bestätigt und blieb es bis zur kommunalen Neugliederung am 1. Januar 1970. Von 1965 bis 1969 war er Vorsitzender der Bürgermeisterkonferenz im Kreis Kempen-Krefeld. In seine beiden Amtszeiten als Schiefbahner Bürgermeister fallen die Flurbereinigung in der Gemeinde Schiefbahn, die Ausweisung des Gewerbegebietes „Am Nordkanal“, die Gründung des Altenheims Hubertusstift, der Bau der Grundschule Agnes-Miegel-Schule und der Hauptschule Jahnschule. Am 11. September 1966 unterzeichnete er die Partnerschaftsurkunde zur Städtepartnerschaft zwischen Schiefbahn und dem französischen Linselles. Die Partnerschaft wird bis heute von der Stadt Willich weitergeführt.
Nach der ersten Kommunalwahl in der neuen Stadt Willich am 15. März 1970 wurde Lamers am 2. April 1970 vom Stadtrat zum Bürgermeister gewählt. Sein kommissarischer Vorgänger war der ehemalige Bürgermeister der Gemeinde Willich, Emil Merks. Nach der nordrhein-westfälischen Kommunalwahl am 4. Mai 1975 wurde er am 22. Mai 1975 vom Stadtrat als Bürgermeister wiedergewählt.
Nachdem sich Stadtdirektor Bernhard Hüsers im Jahr 1978 entschieden hatte, vor Ablauf seiner zwölfjährigen Dienstzeit in Ruhestand zu treten, wählte der Willicher Stadtrat Hans Lamers am 30. Januar 1979 im zweiten Wahlgang zu dessen Nachfolger. Um das Amt antreten zu können, legte er in der Ratssitzung am 13. Februar 1979 das Bürgermeisteramt und sein Ratsmandat nieder. Die Amtseinführung als Stadtdirektor erfolgte am 20. Juni 1979. Seine Nachfolgerin im Amt des Bürgermeisters wurde Käthe Franke. Im Jahr 1991 verzichtete Lamers auf eine weitere Amtszeit als Stadtdirektor. Am 1. Februar 1991 wählte der Stadtrat den bisherigen Kämmerer Dieter Hehnen zu seinem Nachfolger.
Nach 30 Jahren in der Kommunalpolitik zog sich Lamers ins Privatleben zurück. Für einige Jahre war er als Rechtsanwalt in einer Kanzlei seinem Heimatort Schiefbahn tätig. Am 20. November 2014 starb Hans Lamers im Alter von 88 Jahren in Schiefbahn.

## Ehrungen
- Ehrenring der Stadt Willich (27. April 1971)
- Bundesverdienstkreuz am Bande (2. Mai 1973)[2]
- Große Ehrenmedaille von Willichs Partnerstadt Linselles (29. September 2011)